# Eustigma balansae
Eustigma balansae är en trollhasselart som beskrevs av Daniel Oliver. Eustigma balansae ingår i släktet Eustigma och familjen trollhasselfamiljen. Inga underarter finns listade i Catalogue of Life.